# Fatty-George-Jazzmus
Fatty-George-Jazzmus is een museum en jazzpodium in het stadsdeel Donaustadt in Wenen.
Het is genoemd naar Fatty George (1927-1982) die sinds de Tweede Wereldoorlog een van de meest toonaangevende jazzmusici van Oostenrijk was. Hij begon zijn veertigjarige loopbaan in clubs voor geallieerde soldaten, was uitbater van verschillende jazzclubs en trad in verschillende landen in Europa op.
Het museum is gevestigd in het Eßlinger Kulturpark dat ook wel Jazzpark wordt genoemd. Het is een initiatief van de vereniging Kulturfleckerl Eßling die daarnaast ook jazzconcerten in het park organiseert.
Het museumhuisje in het park is gebouwd in jugendstil. De collectie bestaat uit platen, foto's, posters, tekeningen, documenten en andere memorabilia van de jazzartiest.